# هاينز مولر
هاينز مولر (بالألمانية: Heinz Müller)‏ (مواليد 30 مايو 1978 في فرانكفورت - ألمانيا) لاعب كرة قدم ألماني يلعب حاليا لصالح نادي الدرجة الأولى ماينز الألماني منذ 2009 في مركز حارس مرمى .

## روابط خارجية
- هاينز مولر على موقع قاعدة بيانات كرة القدم.إي يو (الإنجليزية)
- هاينز مولر على موقع بيانات كرة القدم. دي إي (الألمانية)
- هاينز مولر على موقع Soccerbase.com (لاعب) (الإنجليزية)
- هاينز مولر على موقع Soccerway.com (الإنجليزية)
- هاينز مولر على موقع عالم كرة القدم.نت (الإنجليزية)
- هاينز مولر على موقع AS.com (الإسبانية)